# 2. česká fotbalová liga 1994/1995
Tento článek vypovídá o 2. nejvyšší fotbalové soutěži v Česku – o jejím druhém ročníku. Ročníku 1994/95.
| Poř. | Tým                                      | Z  | V  | R  | P  | VG | OG | B  |
| ---- | ---------------------------------------- | -- | -- | -- | -- | -- | -- | -- |
| 1.   | FC JOKO Slovácká Slavia Uherské Hradiště | 34 | 23 | 6  | 5  | 83 | 31 | 75 |
| 2.   | FK Kaučuk Opava                          | 34 | 22 | 4  | 8  | 66 | 26 | 70 |
| 3.   | FC LeRK Brno                             | 34 | 21 | 3  | 10 | 84 | 46 | 66 |
| 4.   | FK Frydrych Teplice                      | 34 | 16 | 4  | 15 | 55 | 47 | 52 |
| 5.   | FC Portal Příbram                        | 34 | 13 | 11 | 10 | 45 | 39 | 50 |
| 6.   | FC Karviná/Vítkovice                     | 34 | 14 | 7  | 13 | 51 | 41 | 49 |
| 7.   | FK VP Frýdek-Místek                      | 34 | 13 | 10 | 11 | 40 | 36 | 49 |
| 8.   | FK GGS Arma Ústí nad Labem               | 34 | 13 | 10 | 11 | 58 | 60 | 49 |
| 9.   | SK Český ráj Turnov                      | 34 | 14 | 7  | 13 | 33 | 45 | 49 |
| 10.  | FK Chmel Blšany                          | 34 | 13 | 9  | 12 | 49 | 45 | 48 |
| 11.  | FK Baník Havířov                         | 34 | 13 | 7  | 14 | 46 | 44 | 48 |
| 12.  | SK Železárny Třinec                      | 34 | 13 | 7  | 14 | 43 | 45 | 48 |
| 13.  | FC Dipol Bohumín                         | 34 | 14 | 4  | 16 | 46 | 52 | 46 |
| 14.  | SK Pardubice                             | 34 | 12 | 6  | 16 | 41 | 56 | 42 |
| 15.  | ČSK Uherský Brod                         | 34 | 12 | 5  | 17 | 29 | 46 | 41 |
| 16.  | 1. FC Terrex Kladno                      | 34 | 8  | 11 | 15 | 36 | 51 | 35 |
| 17.  | SK Xaverov Praha                         | 34 | 7  | 9  | 18 | 47 | 74 | 30 |
| 18.  | SK Brandýs nad Labem                     | 34 | 3  | 4  | 27 | 30 | 88 | 13 |

|  | Postup do 1. české fotbalové ligy 1995/96 |
|  | Sestup do MSFL 1995/96                    |
|  | Sestup do ČFL 1995/96                     |
|  | Sestup do Divize C 1995/96                |

## Soupisky mužstev

### FC T.I.C. Slovácká Slavia Uherské Hradiště
Andrej Ljubčenko (28/0/14),
Petr Pálka (6/0/0),
Jan Zubík (1/0/0) –
Robert Balušek (-/0),
Libor Bužek (31/2),
Bronislav Červenka (28/2),
Petr Duda (-/0),
Vladimír Hekerle (33/6),
Miroslav Hlahůlek (32/1),
Milan Chabroň (-/0),
Jindřich Chaloupka (9/0),
Jaroslav Irovský (25/5),
Pavlo Kikoť (-/0),
Miloslav Kufa (34/8),
Igor Matušek (15/6),
Petr Melcher (5/0),
Vladimír Michal (32/1),
Roman Mikulášek (-/0),
Ladislav Minář (-/0),
Pavel Němčický (1/0),
Radim Palčík (-/0),
Jiří Pecha (21/9),
Petr Podaný (31/19),
Daniel Racek (1/0),
Valerij Sanyckyj (30/11),
Libor Soldán (25/11),
Jiří Svoboda (8/0),
Slavoj Štěrba (1/0),
Daniel Tichý (8/1),
Václav Uhlíř (15/1),
Jan Zámečník (-/0) –
trenér Antonín Juran, asistent Petr Vařecha

### FK Kaučuk Opava
Vilém Axmann (23/0/-),
Miroslav Mentel (-/0/-),
Pavel Staník (-/0/-) –
Jiří Bartl (-/13),
Pavel Čelůstka (-/0),
Ivo Farský (-/0),
Libor Fryč (-/1),
Alois Grussmann (-/12),
Michal Hampel (-/1),
Pavel Hadaščok (-/0),
Aleš Hellebrand (-/2),
Roman Hendrych (-/3),
Jiří Homola (-/0),
Vladimír Chalupa (-/0),
Jaroslav Kolínek (-/0),
Marek Matýsek (-/0),
Jaroslav Novotný (-/0),
Miroslav Onufer (-/1),
Karel Orel (-/3),
Radomír Prasek (-/5),
Rostislav Pikonský (-/1),
Martin Rozhon (-/19),
Aleš Rozsypal (-/0),
Marek Stoniš (-/0),
Ivan Václavík (-/2),
Pavol Vytykač (-/0),
Karel Wanke (-/0) –
trenéři Jaroslav Gürtler (1.–14. kolo) a Petr Žemlík (15.–34. kolo), asistenti Jaroslav Pindor (1.–14. kolo) a Jiří Berousek (15.–34. kolo)

### FC LeRK Brno
David Galla (-/0/-),
Vladimír Gaštan (-/0/-),
Ivo Jakš (-/0/-),
Radovan Krása (-/0/-) –
Libor Baláž (-/0),
Miroslav Baranek (-/8),
Jiří Balcárek (-/3),
Radek Bouřa (-/12),
Miroslav Čtvrtníček (-/1),
Tomáš Hamřík (-/0),
Bedřich Hamsa (-/22),
Libor Hanousek (-/2),
Roman Juračka (-/0),
Alois Kachlík (-/0),
Luděk Kokoška (-/0),
… Krátký (-/0),
Zdeněk Menoušek (-/0),
Jan Nečas (-/1),
Martin Nimrichter (-/0),
Libor Osladil (-/0),
Petr Rydval (-/0),
Ivo Staš (-/0),
Pavel Svoboda (-/8),
Michal Štefka (-/3),
Patrik Štecha (-/2),
Martin Šustáček (-/6),
Ladislav Vilímek (-/1),
Pavel Zbožínek (-/5),
Luděk Zdráhal (-/8) –
trenéři Vítězslav Kolda a Milan Bokša, asistent Lumír Fikes

### FK Frydrych Teplice
Zdeněk Divecký (2/0/0),
Luděk Jelínek (22/0/4),
Pavel Kučera (1/0/0),
Libor Macháček (11/0/4) –
Marian Bedrich (16/1),
Rostislav Broum (18/2),
Radek Divecký (23/8),
Pavel Fasner (28/1),
Zdenko Frťala (29/0),
Petr Guth (6/0),
Svatopluk Habanec (33/5),
Marián Chlad (15/2),
Roman Jurenka (18/2),
Josef Just (16/1),
Jiří Kabyl (2/0),
Karel Kocián (11/0),
Vladimír Kosinský (8/0),
Zdeněk Kotalík (13/0),
Radek Kronďák (15/1),
Rastislav Michalík (2/1),
Vladislav Mikiska (34/4),
Miroslav Paták (13/1),
Bohuslav Pixa (15/0),
Zbyněk Rampáček (17/0),
Zdeněk Rollinger (17/0),
Zdeněk Urban (22/9),
Pavel Verbíř (31/17),
Zdeněk Zapský (1/0) –
trenér František Cerman, asistenti Karel Vytisk a Přemysl Bičovský

### FC Portal Příbram
Ladislav Macho (-/0/-),
Karel Míčka (-/0/-),
Roman Solnař (-/0/-) –
Slobodan Avrić (-/0),
Pavel Balík (-/0),
Ivan Čabala (-/1),
Petr Čermák (-/1),
Milan Černý (-/1),
Václav Černý (-/3),
David Dvořák (-/0),
Petr Grund (-/5),
Štěpán Hranický (-/0),
Tomáš Janů (-/1),
… Jaroš (-/0),
Jaroslav Kilián (-/0),
Zbyněk Kočárek (-/0),
Daniel Koranda (-/2),
Tomáš Kukol (-/2),
Marcel Mácha (-/1),
Jaroslav Mašek (-/4),
Pavel Mejdr (-/3),
Marcel Pacovský (-/0),
Jaroslav Pazdera (-/3),
Ivan Pihávek (-/3),
Roman Pučelík (-/6),
Roman Sedláček (-/2),
Zdeněk Staroba (-/0),
Václav Šlehofer (-/0),
Luděk Vyskočil (-/2),
Jan Zušťák (-/0),
Robert Žák (-/5) –
trenéři Michal Jelínek a Miroslav Starý, asistent Vasil Feduň

### FC Karviná/Vítkovice
Jan Laslop (-/0/-),
René Twardzik (-/0/-),
Michal Václavík (-/0/-) –
Marcel Benda (-/5),
Petr Bialek (-/1),
René Bolf (-/2),
Milan Cudrák (-/4),
Miroslav Gajdůšek (-/0),
Robert Gróff (-/2),
Dušan Horváth (-/5),
Petr Javorek (-/0),
Petr Kraut (-/3),
Lubomír Langer (-/4),
Tomáš Machala (-/3),
Juraj Mintál (-/0),
Marcel Myšinský (-/1),
M… Navrátil (-/0),
Kamil Papuga (-/5),
Michal Plachta (-/1),
Jiří Pšenica (-/0),
Marek Sokol (-/0),
Ivo Somr (-/0),
Ivo Staš (-/0),
Vladimír Sýkora (-/7),
Kamil Štěpaník (-/6),
Daniel Tchuř (-/1),
Peter Urgela (-/0),
Stanislav Vlček (-/1) –
trenér Lubomír Vašek, asistenti Miloš Lintner a Miroslav Plachta

### FK VP Frýdek-Místek
Petr Jursa (-/0/-),
Patrik Krabec (-/0/-) –
Eduard Baláž (-/0)
Ladislav Bohdal (-/8)
Václav Cverna (-/6),
Miroslav Elko (-/0)
Petr Faldyna (-/1),
David Grygar (-/0)
Pavel Hadaščok (-/0),
Petr Hořava (-/1),
Roman Hruška (-/5),
Vlastislav Klar (-/0)
Jiří Kmínek (-/0)
Radim Kučera (-/4),
Petr Maléř (-/0),
Petr Matúš (-/0)
Jiří Nociar (-/6),
Ivan Panáč (-/0)
Radek Punda (-/0),
Tomáš Rada (-/0),
René Seidler (-/1),
Petr Strnadel (-/5),
Stanislav Stuchlík (-/2),
Milan Škultéty (-/0),
Petr Vala (-/0),
Rostislav Vojáček (-/0),
Roman Vojvodík (-/0),
Petr Zbončák (-/0) + 1 vlastní gól (Ladislav Vilímek z FC LeRK Brno) –
trenéři Petr Žemlík a Erich Cviertna, asistent Josef Sláma

### FK GGS Arma Ústí nad Labem
Aleš Bílkovský (-/0/-),
Jiří Kobr (-/0/-),
Petr Krýsl (-/0/-) –
Miloš Beznoska (-/0),
Karel Čermák (-/2),
Petr Doležal (-/0),
Petr Fousek (-/5),
… Horáček (-/0),
Miroslav Chytra (-/5),
David Jirota (-/0),
Josef Just (-/0),
Přemysl Kovář (-/1),
Jan Králík (-/1),
Jozef Krivjančin (-/0),
Leoš Mitas (-/0),
Jaroslav Müllner (-/0),
Jiří Novák (-/0),
Michal Novák (-/0),
Stanislav Pelc (-/0),
Martin Procházka (-/18),
Miroslav Rada (-/1),
Michal Remta (-/2),
Marián Řízek (-/7),
Vladimír Sadílek (-/8),
Antonín Spěvák (-/1),
Josef Stupka (-/0),
René Šimek (-/2),
Roman Široký (-/1),
Martin Vrtiška (-/0),
Jaroslav Vodička (-/3) –
trenér Jaroslav Dočkal

### SK Český ráj Turnov
Miroslav Braniš (-/0/-),
Zbyněk Hauzr (-/0/-),
Petr Koubus (-/0/-),
Oldřich Meier (-/0/-) –
Petr Bajer (-/0),
Ladislav Bilák (-/0),
Milan Boháč (-/0),
Petr Čavoš (-/2),
Bohuslav Dvořák (-/1),
Jaroslav Hauzner (-/0),
Jiří Houžvička (-/0),
Radek Hrubý (-/0),
Petr Kafka (-/0),
Vladislav Kavan (-/0),
Pavel Kočí (-/0),
Václav Krása (-/0),
Radek Kronďák (-/1),
Jiří Leinhäupel (-/0),
Oleh Lyzohub (-/0),
Jaroslav Mencl (-/0),
Tomáš Nosek (-/0),
Tomáš Pařízek (-/0),
Jiří Pavlíček (-/0),
Radim Povýšil (-/0),
David Studený (-/0),
Jiří Šámal (-/0),
Viktor Švestka (-/0),
Jiří Valta (-/2),
Miroslav Vápeník (-/3),
Luděk Zelenka (-/12),
Tomáš Zimmermann (-/2),
David Zoubek (-/1) –
trenéři Stanislav Procházka a Josef Bouška

### FK Chmel Blšany
Petr Kostelník (-/0/-),
Tomáš Obermajer (-/0/-),
M… Svoboda (-/0/-) –
Pavel Babka (-/2),
Jindřich Bureš (-/0),
Antonín Dvořák (-/4),
Roman Faic (-/5),
Dušan Fitzel (-/2),
Roman Gössl (-/0),
Vilém Gössl (-/0),
František Hable (-/0),
Aleš Jindra (-/0),
Jiří Kabyl (-/0),
Pavel Karoch (-/4),
Pavel Košík (-/0),
Radek Kronďák (-/0),
Martin Kulhánek (-/4),
Aleš Laušman (-/0),
Jaroslav Lorenc (-/2),
Jiří Ludvík (-/0),
… Matouš (-/0),
Zdeněk Mikoláš (-/0),
Martin Myška (-/0),
Michal Nehoda (-/4),
Petr Pejša (-/2),
Petr Pfeifer (-/0),
Aleš Pikl (-/5),
Václav Rada (-/3),
Pavel Saidl (-/0),
Stanislav Salač (-/6),
Michal Seman (-/1),
Jiří Schveiner (-/2),
Jaroslav Sláma (-/1),
Michal Starczewski (-/0),
… Svoboda (-/0),
Jiří Šámal (-/0),
Martin Šrejl (-/0),
Aleš Unger (-/0),
Miroslav Vápeník (-/1),
… Vozák (-/0) –
trenéři František Cipro a Zdeněk Ščasný

### FK Baník Havířov
Aleš Hekera (-/0/-),
Milan Miklas (-/0/-),
Jaroslav Polášek (-/0/-),
Ivo Schmucker (-/0/-),
Daniel Zítka (-/0/-) –
Martin Bystroň (-/0),
Zdeněk Cihlář (-/0),
Vladislav Dedek (-/0),
Radomír Dian (-/0),
Dušan Fábry (-/5),
Tomáš Freisler (-/0),
Libor Fryč (-/0),
Petro Havryljuk (-/0),
Patrik Holomek (-/2),
Radomír Korytář (-/1),
David Kotrys (-/0),
Jiří Kowalík (-/0),
Ľubomír Krajčovič (-/1),
Pavel Kubeš (-/1),
Marcel Kudrna (-/1),
Jaroslav Laub (-/7),
Pavel Macko (-/0),
Ivan Mahút (-/9),
Radim Majer (-/2),
Jaroslav Marx (-/0),
Petr Němec (-/7),
Miloslav Penner (-/4),
Vladimír Skalba (-/1),
David Sourada (-/4),
Martin Šourek (-/0),
Martin Špinar (-/0),
Rostislav Václavíček (-/0),
Tomáš Zima (-/1) –
trenér Milan Albrecht

### SK Železárny Třinec
Petr Drobisz (-/0/-),
Marek Juska (-/0/-) –
Daniel Balon (-/2),
Václav Činčala (-/17),
Roman Gibala (-/1),
Karel Havlíček (-/0),
Václav Hrdlička (-/2),
Jan Chudý (-/0),
Roman Kaizar (-/),
Aleš Kaluža (-/1),
Vlastislav Klár (-/0),
Ivan Kostelný (-/1),
Pavel Kříž (-/1),
Kamil Matuszny (-/0),
Kamil Mihola (-/0),
Rastislav Michalík (-/1),
Felix Mišutka (-/2),
Libor Sionko (-/7),
Radek Sionko (-/0),
Martin Šavrňák (-/0),
Bohuslav Šnajdr (-/1),
Ladislav Šulák (-/2),
Radomír Šulák (-/0),
Martin Zbončák (-/1) –
trenér Vlastimil Palička

### FC Dipol Bohumín
Tomáš Jirsa (-/0/-),
Martin Krzikala (-/0/-),
Jan Šráček (-/0/-),
Pavol Švantner (-/0/-) –
Radek Basta (-/0),
Aleš Bedrich (-/0),
Petr Blejchař (-/0),
Peter Drozd (-/2),
Karel Fabiánek (-/0),
Martin Guzik (-/2),
Michal Guzik (-/4),
Lumír Havránek (-/0),
Jiří Hejda (-/0),
Jiří Hořínek (-/0),
František Chovanec (-/0),
Roman Chudík (-/4),
Martin Janík (-/1),
Kamil Janšta (-/3),
Petr Javorek (-/0),
Jiří Jurča (-/3),
Tomáš Kamrád (-/1),
M… Kračmar (-/0),
Jan Kristek (-/0),
František Kunzo (-/4),
Milan Lednický (-/8),
Jaroslav Marx (-/2),
Radek Matuška (-/1),
Patrik Mičkal (-/1),
Zdeněk Mikoláš (-/4),
Jan Obenrauch (-/0),
Petr Ondrušík (-/1),
Lubomír Průdek (-/1),
Jiří Salapatek (-/0),
Michael Siegl (-/4),
Patrik Siegl (-/0),
Radek Toman (-/0),
Milan Vinopal (-/0),
Michal Vojtuš (-/0) –
trenéři Zdeněk Krejčí a Ján Barčák

### SK Pardubice
Libor Gerčák (-/0/-),
Pavel Herda (-/0/-),
Martin Schejbal (-/0/-),
Milan Stehlík (-/0/-),
Jan Vojnar (-/5/-) –
Petr Čavoš (-/1),
Oldřich David (-/2),
Ladislav Doseděl (-/3),
Dušan Dvořák (-/1),
Jiří Fišer (-/0),
… Havlíček (-/0),
Lukáš Hlava (-/0),
Radim Holub (-/0),
M… Horák (-/0),
Petr Kafka (-/0),
Marek Kopecký (-/0),
Jiří Kovárník (-/3),
Jiří Krejčí (-/0),
Ondřej Kumpan (-/4),
Jaroslav Michalička (-/0),
Radek Mikan (-/0),
Vladimír Mráz (-/0),
D… Němec (-/0),
Radek Novotný (-/0),
Miroslav Obermajer (-/0),
Jaromír Pařízek (-/6),
Bohuslav Pilný (-/1),
Jaromír Plocek (-/7),
Libor Polomský (-/0),
Jiří Pospíšil (-/1),
Václav Rada (-/0),
Miroslav Siva (-/0),
Viktor Švestka (-/1),
Jaroslav Tajzler (-/0),
David Tesař (-/2),
Martin Těšitel (-/0),
Martin Třasák (-/0),
Jan Uhlíř (-/1),
Milan Ujec (-/2),
Ondřej Vencl (-/0),
David Zamastil (-/0),
… Zavřel (-/0),
Martin Žižka (-/1) –
trenéři Pravoslav Chalupa, Zdeněk Zikán a Stanislav Kocourek

### ČSK Uherský Brod
Dušan Konečný (28/0/-),
Zdeněk Psotka (6/0/-) –
Robert Fiala (15/3),
Jiří Homola (28/2),
Aleš Hrabalík (1/0),
Pavel Charvát (27/7),
Eduard Chudárek (25/3),
Otakar Josefík (21/0),
Martin Kočica (30/2),
Miroslav Kučera (33/0),
Robert Lamáček (16/0),
Ivo Lošťák (33/4),
Tomáš Martinek (16/1),
Luboš Melichárek (29/0),
Tomáš Moravanský (22/1),
Michal Moravčík (17/1),
Josef Popelka (7/0),
Roland Rusňák (33/4),
Josef Slovák (7/0),
Stanislav Soukeník (15/1),
Ladislav Soviš (1/0),
Oldřich Stříž (26/0) –
trenéři Lubomír Blaha st. (1.–30. kolo), Jiří Dunaj (31.–34. kolo), asistenti František Žůrek (1.–30. kolo), Josef Kalus (31.–34. kolo)

### 1. FC Terrex Kladno
Zdeněk Divecký (-/0/-),
Michal Douša (-/0/-),
Jan Musil (-/0/-),
Josef Zlata (-/0/-) –
Martin Bárta (-/3),
Aleš Bažant (-/0),
Petr Bílek (-/2),
David Cimrman (-/0),
Vladimír Doležel (-/0),
Pavel Dubravský (-/0),
Václav Feřtek (-/0),
Josef Fujdiar (-/0),
Róbert Galo (-/0),
Jan Havelka (-/0),
Stanislav Hejkal (-/0),
Zdeněk Hlásek (-/3),
P… Chalupník (-/0),
Robert Kochlöfl (-/0),
Bronislav Křikava (-/0),
Tomáš Kubín (-/0),
Jiří Lang (-/0),
Marek Liška (-/6),
Martin Maxant (-/0),
Zdeněk Mikoláš (-/2),
Miroslav Mlejnek (-/0),
M… Moravčík (-/0),
Miroslav Oršula (-/2),
Petr Pecka (-/0),
Jan Pejša (-/5),
Ivo Pihrt (-/1),
Jan Saidl (-/11),
Marek Smola (-/0),
Petr Svoboda (-/1),
František Šimek (-/0),
… Škvára (-/0),
David Šolle (-/3),
Martin Vašina (-/0),
R… Zadák (-/0),
Milan Záleský (-/0) –
trenéři Jan Poštulka a Jindřich Dejmal

### SK Xaverov Praha
Václav Bradáč (-/0/-),
Jaroslav Mašín (-/0/-),
Milan Sova (-/0/-),
Martin Vild (-/0/-) –
Pavel Adam (-/0),
Petr Bílek (-/0),
Jan Broš (-/0),
Vladimír Doležal (-/1),
František Douděra (-/0),
Miroslav Držmíšek (-/2),
Emil Hamar (-/2),
Jaroslav Hauzner (-/3),
Stanislav Hejkal (-/2),
Zdeněk Houštecký (-/0),
Jiří Chalupa (-/0),
Zoran Jovanoski (-/4),
Petr Kašťák (-/0),
Petr Kostecký (-/1),
Martin Kuchař (-/2),
David Lukeš (-/2),
Roman Maceška (-/0),
Jan Machara (-/0),
Josef Matoušek (-/1),
Antonín Medřický (-/0),
Pavel Mejdr (-/1),
Antonín Mlejnský (-/0),
Gustáv Ondrejčík (-/3),
René Procházka (-/0),
Vladimír Rosenberger (-/4),
Milan Salavec (-/0),
Alexandr Samuel (-/1),
Michal Skus (-/0),
Rastislav Stříška (-/1),
Petr Šimoníček (-/1)
Jan Trousil (-/1),
Karel Valkoun (-/2),
Pavel Vandas (-/2),
Martin Váňa (-/0),
Bohuš Víger (-/1),
Jan Vosáhlo (-/0) –
trenéři Miroslav Starý a Stanislav Procházka

### SK Brandýs nad Labem
Petr Řezáč (-/0/-),
Michal Šilhavý (-/0/-),
Milan Švec (-/0/-) –
Zdeněk Antoš (-/0),
Michal Babovák (-/0),
Jan Buryán (-/2),
David Cimrman (-/0),
David Dvořák (-/0),
Radek Fabbáz (-/0),
Radek Fabián (-/1),
Václav Feřtek (-/0),
Jiří Galler (-/0),
Stanislav Hejkal (-/3),
Tomáš Chlumecký (-/1),
Pavel Janáček (-/0),
René Janoušek (-/2),
Jiří Ježek (-/0),
Miroslav Jirka (-/1),
Tomáš Kaplan (-/1),
Karel Kocián (-/3),
Roman Komárek (-/1),
František Koubek (-/0),
Václav Krása (-/3),
Marek Ladomerský (-/0),
Tomáš Mašek (-/2),
… Mráz (-/0),
Jan Obenrauch (-/0),
Marcel Pacovský (-/1),
… Páral (-/0),
Viktor Pařízek (-/0),
… Pech (-/0),
Zdeněk Staroba (-/0),
Petr Svoboda (-/3),
Radek Šenkýř (-/0),
Jan Šimek (-/0),
Václav Šlehofer (-/0),
Martin Šrejl (-/0),
Vladimír Tománek (-/2),
David Zoubek (-/4) –
trenéři Josef Bouška a Jan Poštulka